# ミサイル艇1号
ミサイル艇1号（ローマ字：JMSDF PG NO.1, PG-821）は、海上自衛隊のミサイル艇。1号型ミサイル艇の1番艇。

## 艦歴
「ミサイル艇1号」は、平成2年度計画ミサイル艇821号艇として、住友重機械工業追浜造船所浦賀工場で1991年3月25日に起工され、1992年7月17日に進水、1993年3月22日に就役し、同日付で大湊地方隊余市防備隊隷下に新編された第1ミサイル艇隊に編入された。
2008年6月6日に除籍。